# Dactylopteryx flexuosa
Dactylopteryx flexuosa är en bönsyrseart som beskrevs av Karsch 1892. Dactylopteryx flexuosa ingår i släktet Dactylopteryx och familjen Liturgusidae. Inga underarter finns listade i Catalogue of Life.